# Kirchintellinsfurt
Kirchintellinsfurt es un municipio situado en el distrito de Tubinga, en el estado federado de Baden-Wurtemberg (Alemania), con una población a finales de 2023 de unos 5723 habitantes.
Se encuentra ubicado en el centro del estado, en la región de Tubinga, a poca distancia de la orilla del rio Neckar —un afluente derecho del Rin—.